# Avion, Pas-de-Calais
Avion là một xã trong vùng Hauts-de-France, thuộc tỉnh Pas-de-Calais, quận Lens, tổng Avion. Tọa độ địa lý của xã là 50° 24' vĩ độ bắc, 2° 50' kinh độ đông. Avion nằm trên độ cao trung bình là 52 mét trên mực nước biển, có điểm thấp nhất là 27 mét và điểm cao nhất là 77 mét. Xã có diện tích 13,04 km², dân số vào thời điểm 1999 là 18.298 người; mật độ dân số là 1403 người/km².